# 花川與惣太
花川 與惣太（はなかわ よそうた、1935年〈昭和10年〉4月21日 - ）は、日本の政治家。勲等は旭日中綬章。
東京都北区長（5期）、東京都議会議員（5期）、北区議会議員（3期）を務めた。「與」は「与」の旧字体であるため、媒体によっては「花川 与惣太」と表記されることもある。

## 来歴
岩手県釜石市出身。明治大学政治経済学部、明治大学大学院政治経済研究科修了。1971年（昭和46年）、北区議会議員に初当選。区議を3期務めたのち、1985年に東京都議会議員に初当選した。都議を5期務め、自由民主党に所属した。
2003年4月27日執行の北区長選挙に立候補し、新人2人を下し初当選した。同日、区長に就任。
2019年4月21日執行の区長選では、元都議の音喜多駿、共産党推薦の川和田博らを破り、5期目の当選を果たした（花川：65,807票、音喜多：54,072票、川和田：22,213票）。投票率は51.74％。だが、花川の「高齢多選」を批判する音喜多に肉薄されたことにより、当選確実が出たのは21日深夜となった。なお、音喜多は3か月後に行われた第25回参議院議員通常選挙に日本維新の会公認で立候補し、当選した。

2023年4月23日執行の区長選では、88歳ながら6期目を目指して立候補。多選を理由に自民・公明両党の支持を得られなかったが、当初立候補を予定していた元光GENJIの大沢樹生の支持を得て、選挙戦に臨んだ。だが、花川への高齢・多選批判の中で、前東京都議会議員の山田加奈子に敗れて落選。さらに、元北区議会議員の駒崎美紀の後塵を拝し、得票数3位に留まった（山田：48,308票、駒崎：41,095票、花川：39,702票、橋本弥寿子：12,528票）。
2025年（令和7年）春の叙勲で旭日中綬章を受章した。

## 区政
- 2021年8月31日、LGBTなど性的少数者のカップルが婚姻に相当する関係にあると認める「パートナーシップ宣誓制度」の導入を目指すと発表した。2022年4月1日に制度の運用を開始した[11]。